# Jöran Ramberg
Sven Jöran Malte Ramberg, född 5 december 1906 i Högseröd, Malmöhus län, död 4 oktober 1990 i Uppsala domkyrkoförsamling, var en svensk astronom.
Han erhöll professors namn 1961 och blev ledamot av Fysiografiska sällskapet i Lund 1962 samt av Vetenskapsakademien 1964. Jöran Ramberg är begravd på Skogsö kyrkogård.